# يول فازكيز
يول فازكيز (بالإنجليزية: Yul Vazquez)‏ هو ممثل كوبا وأمريكي، ولد في 18 مارس 1965 في كوبا.

## أعمال

### أفلام
- (1995) الهروب من الوقت
- (2003) فتيان أشقياء 2[4][5][6]
- (2005) حرب العوالم[7][8][9]
- (2007) رجل عصابة أمريكي
- (2008) تشي[10]
- (2010) صغار عائلة فوكرز[11][12]
- (2013) القبطان فيليبس
- (2013) عداء عداء[13]
- (2014) اقتل الرسول[14][15]
- (2014) الإسكافي[16]
- (2017) آخر علم طائر
- (2018) غرينغو

### مسلسلات
- بيرسون أوف إنترست
- جوال تكساس ووكر
- ذا غود وايف

## ترشيحات
- جائزة توني لأفضل ممثل في مسرحية [الإنجليزية]‏ (2011)

## وصلات خارجية
- يول فازكيز على موقع IMDb (الإنجليزية)
- يول فازكيز على موقع ألو سيني (الفرنسية)
- يول فازكيز على موقع أول موفي (الإنجليزية)
- يول فازكيز على موقع قاعدة بيانات برودواي على الإنترنت (الإنجليزية)
- يول فازكيز على موقع قاعدة بيانات الأفلام السويدية (السويدية)
- يول فازكيز على موقع قاعدة بيانات الفيلم (الإنجليزية)
- يول فازكيز على موقع كينوبويسك (الروسية)